# فام اییکمان
فام اییکمان (سوئدی: Fam Ekman؛ زادهٔ ۶ اکتبر ۱۹۴۶) نویسنده ادبیات کودک و تصویرگر سوئدی-نروژی است.
وی در سال ۱۹۹۲ میلادی برندهٔ جایزه براگی شد.

## گزیدهٔ آثار
- با جیل کوچک چه باید بکنیم؟
- مرا عمو آلف صدا کنید